# یاسنووو (نووا واروش)
یاسنووو (به صربی: Jasenovo) یک منطقهٔ مسکونی در صربستان است که در نووا واروش واقع شده‌است. یاسنووو ۲۷۲ نفر جمعیت دارد.